# Ferrari 125 F1
La Ferrari 125 F1 (inizialmente denominata GPC, ossia  Gran Premio Compressore) è stata la prima monoposto costruita dalla scuderia di Maranello. Progettata secondo le specifiche della Formula Grand Prix, servì da base allo sviluppo delle future Formula 1 prendendo anche parte a tre GP iridati nel campionato mondiale di Formula 1 1950.

## Sviluppo
I primi schizzi per una Ferrari da Formula 1 (allora Formula Grand Prix) risalgono al primo dopoguerra e furono opera di Giuseppe Busso. Ma quando Gioachino Colombo passò dall'Alfa Romeo alla Ferrari, demolì il progetto di Busso e ripartì da zero. In particolare, forse perché legato a schemi ormai superati, bocciò l'idea di adottare il ponte De Dion al posteriore in favore di uno schema pendolare che già all'epoca cominciava ad essere obsoleto. Ferrari accettò questa scelta nonostante Nuvolari, che spesso capitava a Maranello, parlasse dei grandi pregi del ponte de Dion che lui aveva provato sulle Auto Union Type C d'anteguerra. Questa divergenza d'opinioni spinse Busso ad abbandonare la Ferrari per tornare all'Alfa.
Il motore, sempre opera di Colombo, era un 12 cilindri di 1500 cm³, sovralimentato con compressore Roots monostadio (la formula massima allora in vigore prevedeva 1 500 cm³ per motori sovralimentati e 4 500 cm³ per motori aspirati). Il telaio a longheroni e traverse, realizzato dalla Gilco, aveva un passo molto corto che le conferiva un'ottima agilità. Il motore era strettamente imparentato con quello che equipaggiava la 125 S.
La messa a punto del 12 cilindri, frazionamento voluto dallo stesso Ferrari, fu estremamente complicata fin dall'inizio. Infatti, specialmente nella versione sovralimentata, si rivelò ingombrante, pesante, penalizzato da un eccessivo consumo di carburante e da una cronica perdita di potenza agli alti regimi dovuta al trascinamento del compressore. In teoria il V12 sarebbe stato in grado di arrivare ad un massimo di 10 000 giri/min, ma in pratica non superò mai i 7 500 anche per via della mancanza di un'adeguata accensione. Circa un anno dopo la sua prima apparizione, fece la sua comparsa una versione aggiornata della 125 F1 equipaggiata con due compressori Roots e due alberi a camme per bancata comandati da ingranaggi per cercare di contrastare Alfa Romeo e Maserati che disponevano di motori nettamente più potenti. Fu modificato anche il passo e il serbatoio del carburante ora più capiente.
Per il 1950 furono introdotte ulteriori modifiche per opera dell'ing. Aurelio Lampredi che finalmente abbandonò lo schema pendolare in favore di un ponte posteriore De Dion e sistemò il cambio, ora a 4 rapporti, in blocco col differenziale. Il motore fu portato a una potenza di 280 CV e fu nuovamente modificato il passo. Anche dal punto di vista estetico ci furono molte modifiche che la portarono ad assomigliare alla futura 375 F1.

## Carriera agonistica

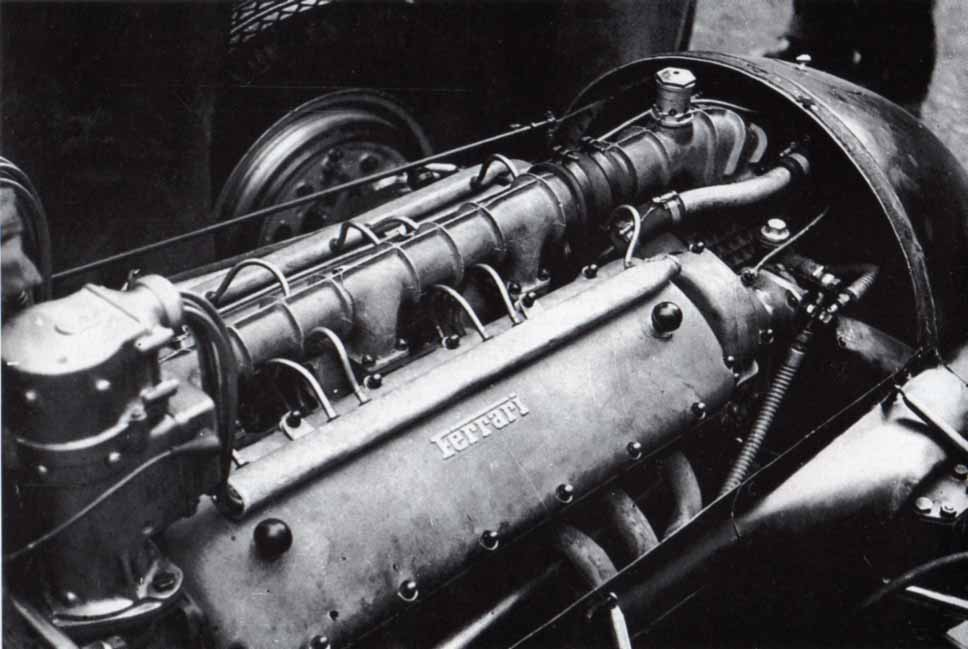
La prima versione del motore della 125 F1 apparsa al GP di Torino del 1948

La prima apparizione della 125 F1 avvenne a Torino, il 5 settembre 1948, sul Circuito del Valentino nel XIX Gran Premio d'Italia, con tre esemplari affidati a Nino Farina, Raymond Sommer e Bira del Siam. Nonostante i ritiri di Farina, radiatore danneggiato, e Bira, trasmissione, il sorprendente terzo posto conquistato da Sommer, alle spalle della vittoriosa Alfa Romeo 158 di Jean-Pierre Wimille e della Maserati di Gigi Villoresi, convinse Enzo Ferrari a continuare lo sviluppo delle vetture di categoria Grand Prix che il "Drake" era propenso ad abbandonare a causa delle spese da sostenere, già esorbitanti all'epoca. Il primo successo della 125 F1 arrivò due gare più tardi, in occasione del Circuito del Garda, vinto da Farina, che ottenne la prima vittoria per una vettura di Formula 1 costruita dalla Ferrari.
Il 1949 vide il passaggio alla Ferrari di Ascari e Villoresi e la vendita di due esemplari di 125 F1 ai piloti Peter Whitehead e Tony Vandervell, futuro patron della Vanwall. Ribattezzando Thinwall Special la sua 125, Vanderwell ne fece uno dei primi esempi di vettura sponsorizzata. Quel nome, infatti, reclamizzava la sua fabbrica di bronzine da cui la stessa Ferrari si riforniva. In quello stesso anno Monza vide la prima vittoria della stagione ad opera di Ascari grazie alla nuova 125 con compressore a doppio stadio che vinse anche in Svizzera e Paesi Bassi. Ma l'avvenimento più importante fu la sconfitta che Villoresi subì ad opera della Talbot di Louis Rosier al Gran Premio del Belgio. In testa per la maggior parte della gara, Villoresi fu costretto ad una sosta ai box per rifornimento; al contrario alla Talbot del francese, che non disponeva di compressore e quindi consumava meno, non fu necessario fermarsi se non dopo aver tagliato il traguardo vittoriosa. Questo avvenimento fece propendere in seguito Ferrari per l'abbandono dei motori sovralimentati.
Nella stagione inaugurale del Campionato mondiale di Formula 1, la Ferrari disertò la gara inaugurale di Silverstone ma si presentò con la 125 F1 a Monaco con Ascari, secondo al traguardo, e Villoresi, ritirato a causa problemi alla trasmissione. La carriera in Formula 1 della 125 F1 in seno alla Scuderia Ferrari si concluse proprio a Monaco ma proseguì grazie alla scuderia privata di Peter Whitehead che si classificò terzo in Francia e settimo in Italia. L'anno successivo sempre Whitehead avrebbe guidato ancora la 125 F1 senza però raccogliere risultati significativi. Qui termina anche la carriera agonistica nella massima formula della 125 F1 che continuò a figurare in gare minori ad opera di piloti privati.

### Risultati Completi
| 1950 | Squadra          | Gomme | Piloti          | GBR | MON | IND | SVI | BEL | FRA | ITA |     | Punti | CMP |
| ---- | ---------------- | ----- | --------------- | --- | --- | --- | --- | --- | --- | --- | --- | ----- | --- |
| 1950 | Scuderia Ferrari | P     | Alberto Ascari  |     | 2   |     | 5   |     |     |     |     | 11    | 5   |
| 1950 | Scuderia Ferrari | P     | Raymond Sommer  |     | 4   |     | 13  |     |     |     |     | 3     | 15  |
| 1950 | Scuderia Ferrari | P     | Luigi Villoresi |     | Ret |     | Ret | 6   |     |     |     | 0     | 25  |
| 1950 | Peter Whitehead  | P     | Peter Whitehead |     | NQ  |     | NQ  |     | 3   | 7   |     | 4     | 9   |
| 1951 | Squadra          | Gomme | Piloti          | SVI | IND | BEL | FRA | GBR | GER | ITA | SPA |       |     |
| 1951 | Peter Whitehead  | P     | Peter Whitehead | Ret |     |     | Ret | Ret | 9   | Ret |     | 0     | 36  |